# Sonia Mansur
Sonia Mansur (6 de septiembre de 1988) es una deportista tunecina que compitió en atletismo adaptado. Ganó dos medallas de plata en los Juegos Paralímpicos de Pekín 2008.

## Palmarés internacional
| Juegos Paralímpicos | Juegos Paralímpicos | Juegos Paralímpicos | Juegos Paralímpicos |
| Año                 | Lugar               | Medalla             | Prueba              |
| ------------------- | ------------------- | ------------------- | ------------------- |
| 2008                | Pekín (China)       | Medalla de plata    | 100 m T38           |
| 2008                | Pekín (China)       | Medalla de plata    | 200 m T38           |